# Mike Rawson
Mike Rawson (eigentlich Michael Arthur Rawson; * 26. Mai 1934 in Hall Green, Birmingham; † 26. Oktober 2000 ebenda) war ein britischer Mittelstreckenläufer. Bei einer Körpergröße von 1,78 m betrug sein Wettkampfgewicht 72 kg.

## Karriere
Als 19-Jähriger hatte Rawson über 880 Yards nur bescheidene 2:30 min zu verzeichnen. Er steigerte sich jedoch und gewann 1956 in 1:51,3 min die AAA-Meisterschaft. Bei den Olympischen Spielen 1956 in Melbourne startete er im 800-Meter-Lauf. Er schied als Fünfter seines Halbfinales in 1:50,4 min aus. 
1958 gewann Rawsons Landsmann Brian Hewson die AAA-Meisterschaft über 880 Yards vor Rawson und dem Australier Herb Elliott. Ende Juli bei den British Empire and Commonwealth Games in Cardiff gewann Elliott in 1:49,32 min vor den beiden Engländern Hewson in 1:49,47 min und Rawson in 1:50,94 min. 
Bei den Europameisterschaften in Stockholm Mitte August war Elliott als Australier nicht am Start, und Hewson trat im 1500-Meter-Lauf an, den er auch gewann. Rawson gewann seinen Vorlauf in 1:50,4 min. Im Halbfinale wurde er in 1:50,1 min nur Vierter hinter dem Deutschen Paul Schmidt, dem Ungarn Lajos Szentgáli und dem Norweger Audun Boysen. Das Finale entwickelte sich als sehr schnelles Rennen, und Rawson gewann in 1:47,8 min mit einer Zehntelsekunde Vorsprung auf Boysen und Schmidt, die er beide auf den letzten Metern überspurtet hatte. Nach dem Zieleinlauf wurde Rawson wegen eines Remplers in der ersten Kurve disqualifiziert. Er musste zwei Stunden warten, bis die Jury die Disqualifikation aufhob und Rawson zum Europameister erklärte.
Rawson lief seine 800-Meter-Bestzeit von 1:47,0 min ebenfalls 1958 beim Länderkampf gegen Frankreich als Zweiter hinter Hewson. Er wurde nach seinem Titel von 1956 über 880 Yards Zweiter in den Jahren 1957 bis 1959. Seinen letzten Wettkampf bestritt er 1965, als er in 49,6 s die AAA-Hallenmeisterschaft über 440 Yards gewann. 
Mike Rawson war 1,78 m groß und wog zu Wettkampfzeiten 72 kg. Er gehörte den Birchfield Harriers an.

## Persönliche Bestzeiten
- 400 m: 47,3 s, 1957
- 800 m: 1:47,0 min, 13. September 1958, Colombes